# Аргау
А́ргау, также А́аргау (нем. Aargau, фр. Argovie, итал. Argovia, романш. Argovia) — кантон на севере Швейцарии. Ранее употреблявшееся название кантона — Ааргау, в настоящее время является устаревшей формой транскрипции. Получил своё название от реки Аре, протекающей по его территории. С западной стороны находятся кантоны Берн, Золотурн и Базель-Ланд, с восточной — Цюрих и с южной — Люцерн и Цуг.
Административный центр — город Арау. Площадь — 1403,8 км². Население — 711 232 человека (2023).

## География
Бо́льшая часть кантона представляет собой горную страну. Аргау, однако, один из самых равнинных швейцарских кантонов. Главная река Аргау — Аре — разделяет кантон на две части; северо-западная занята Юрскими горами (высшая точка — гора Вассерфлу, 869 м), юго-восточная (Миттельланд) — горами Линден (высота до 897 м). Территория Аргау орошается реками бассейнов Аре и Рейна (в северо-западной части); кантон изрезан множеством широких долин, ниспадающих в живописную и плодородную Арскую долину.

## История
В древности на территории кантона находился римский город Виндонисса. В III веке началось переселение алеманов на территорию кантона, а в конце V века здесь наступило владычество франков. По Верденскому договору 843 года часть Аргау на запад от Аре перешла к Лотарю I, а другая досталась Людовику Немецкому. Территория кантона в Средние века была пограничным районом между Бургундией и Германией и предметом их территориальных споров. До 1415 года она управлялась ленцбургскими и кибургскими графами, а затем Габсбургами. В 1415 году часть территории кантона стала частью Швейцарской Конфедерации в составе кантона Берн.
10 марта — 18 апреля 1798 года территория кантона была занята французскими войсками, после чего были образованы кантоны Аргау и Баден, объединённые в 1803 году. В 1832 году вошёл в Конкордат семи. В течение нескольких столетий два поселения кантона — Эндинген и Ленгнау — были единственными местностями Швейцарии, где разрешалось селиться евреям, но им не разрешалось иметь в собственности здания и жить под одной крышей с христианами.

## Административное деление
В кантон входят 11 округов, в свою очередь, включающих более 200 коммун:
- Арау
- Баден
- Бремгартен
- Бругг
- Кульм
- Лауфенбург
- Ленцбург
- Мури
- Райнфельден
- Цофинген
- Цурцах

## Население
Национальная (языковая) структура населения выглядит следующим образом: швейцарцы — 90,4 % (немецкоговорящие — 87,1 %, италоговорящие — 3,3 %), сербы и хорваты — 1,9 %, албанцы — 1,8 %, франкоговорящие — 0,8 %. Иностранцы составляют 19,4 % населения.
По вероисповеданию структура населения представлена следующими конфессиями: католики — 28,7 % (преобладают в северных округах (Рейнфельден, Лауфенбург, Цурцах) и восточных округах (Баден, Бремгартен, Мури)), протестанты — 21,1 % (преобладают в западных округах (Цофинген, Аарау, Кульм, Ленцбург, Бругг)).

## Управление
Законодательным органом является Большой совет (Grosse Rat), состоящий из 140 членов, избираемых населением на четыре года. Партийное представительство в совете по итогам выборов 2020 года выглядело следующим образом: Швейцарская народная партия — 43, Социал-демократическая партия Швейцарии — 23, Свободная демократическая партия. Либералы — 21, Христианско-демократическая народная партия Швейцарии — 18, Зелёная партия Швейцарии — 14, Зелёная либеральная партия Швейцарии — 13, Зелёная либеральная партия Швейцарии — 6, Федерально-демократический союз — 2.
Исполнительную власть осуществляет Правительственный совет, назначаемый Большим советом на срок четыре года, и состоящий из пяти человек. Распределение мест по итогам выборов 2020 года: Швейцарская народная партия — 2, Социал-демократическая партия Швейцарии — 1, Свободная демократическая партия Швейцарии — 1, Центристская партия — 1.
Итоги выборов 1997—2020 годов:
| Партия                                                      | 1997 | 2001 | 20051    | 2009     | 2012 | 2016 | 2020 |
| ----------------------------------------------------------- | ---- | ---- | -------- | -------- | ---- | ---- | ---- |
| Швейцарская народная партия (SVP)                           | 47   | 72   | 46 (−1)² | 45       | 45   | 45   | 43   |
| Свободная демократическая партия Швейцарии (FDP)            | 40   | 40   | 24 (−1)² | 20       | 22   | 22   | 21   |
| Социал-демократическая партия Швейцарии (SP)                | 48   | 36   | 30       | 22 (−2)³ | 22   | 27   | 23   |
| Христианско-демократическая народная партия Швейцарии (CVP) | 37   | 32   | 26 (+1)² | 21       | 19   | 17   | 18   |
| Зелёная партия Швейцарии (GPS)                              | 6    | 7    | 7        | 13       | 10   | 10   | 14   |
| Зелёная либеральная партия Швейцарии (GLP)                  | 0    | 0    | 0 (+1)²  | 5 (+2)³  | 8    | 7    | 13   |
| Евангелическая народная партия (EVP)                        | 8    | 8    | 7        | 6        | 6    | 6    | 6    |
| Федерально-демократический союз (EDU)                       | 1    | 0    | 0        | 2        | 2    | 2    | 2    |
| Консервативно-демократическая партия (BDP)                  | 0    | 0    | 0        | 4        | 6    | 4    | 0    |
| Швейцарские демократы (SD)                                  | 7    | 4    | 0        | 2        | 0    | 0    | 0    |
| Партия свободы Швейцарии (AP)                               | 4    | 1    | 0        | 0        | 0    | 0    | 0    |
| Альянс независимых (LdU)⁴                                   | 2    | 0    | 0        | 0        | 0    | 0    | 0    |

 1  Число мест в парламенте кантона уменьшилось в 2005 г. с 200 до 140.

 2  Депутат Урс Лоенбергер (Urs Leuenberger) перешёл из SVP в CVP, а Питер Шумахер (Peter Schuhmacher) — из FDP в GLP.

 3  Союз независимых избирателей самораспустился в 1999 году.

 4  Роланд Агустони и Кристин Халлер перешли из SP в GLP.

## Экономика
На начало XX века одним из основных занятий населения была кустарная промышленность (изделия из соломы и шелка). Ныне сельхозугодья кантона — одни из самых плодородных в Швейцарии; Аргау — центр молочного животноводства и виноделия. Кантон развит и в промышленном отношении, особенно в областях электроинженерии, производства точных инструментов, выпуска железа, стали и цемента.
В Аргау находятся три из пяти атомных электростанций Швейцарии, а также многочисленные гидроэлектростанции, в связи с чем его часто называют «энергетическим кантоном». Хорошо развит туризм, так как кантон богат минеральными источниками. Кантон обладает густой транспортной сетью.

## Известные люди, родившиеся в Аргау
- Мария Бернарда Бютлер (1848—1924) — католическая святая.